# Saint-Rome-de-Dolan
Saint-Rome-de-Dolan là một xã ở tỉnh Lozère trong vùng Occitanie, phía nam nước Pháp.